# Karen Uhlenbeck
Karen Uhlenbeck (* 24. srpna 1942) je americká matematička a zakladatelka moderní geometrické analýzy. Je emeritní profesorkou matematiky na Texaské univerzitě v Austinu. V současné době je vzácně hostující profesorkou na Institute for Advanced Study a hostující vědkyní na Princetonské univerzitě.
V roce 2019 získala Abelovu cenu „za průkopnické výsledky v oboru geometrických parciálních diferenciálních rovnic, kalibrační invariance a integrabilních systémů a za zásadní dopad její práce na analýzu, geometrii a matematickou fyziku“.